# Hersekli Ahmed Pascià
Pascià Hersekzade o Hersekli Ahmed Pascià, letteralmente Ahmed Pascià, figlio dello Herzog (duca) (in serbo Aхмед-паша Херцеговић?, Ahmed-paša Hercegović; Hersek Novi, 1459 – Kızılçöl (Kahramanmaraş), 21 luglio 1517), è stato un generale e politico ottomano.
Prima della conversione si chiamava Stjepan Hercegović.
Stjepan è nato nella famiglia Kosača circa nel 1459. Era il terzo figlio di Stjepan Vukčić Kosača, duca di San Sava, il più potente nobile del Regno di Bosnia. I fratellastri di Stjepan dal primo matrimonio di suo padre includevano la regina Caterina, moglie del re Stjepan Tomaš, e Vladislav Hercegović, il successore del padre. La famiglia di Stjepan apparteneva alla Chiesa bosniaca, ma erano "cristiani traballanti" come la maggior parte dei loro connazionali; la sua sorellastra si convertì al cattolicesimo romano dopo il matrimonio, mentre lo stesso Stjepan adottò l'Islam e cambiò il suo nome in Ahmed dopo essersi trasferito a Costantinopoli nel 1473 circa. Hersekli Ahmed Pascià fu cinque volte Gran Visir dell'Impero Ottomano e Kapuan Pascià del sultano, servendo cinque volte come Gran Visir nel periodo dal 1497 al 1515. Morì il 21 luglio 1517 per cause naturali, verso la fine del regno di Selim I.

## Famiglia
Nel 1484 sposò Hundi Sultan, una figlia del sultano Bayezid II dalla concubina Bülbül Hatun. Insieme, ebbero due figli e quattro figlie:
- Sultanzade Musa Bey
- Sultanzade Mustafa Bey
- Kamerşah Hanımsultan
- Hümaşah Hanımsultan
- Aynışah Hanimsultan
- Mahdümzade Hanimsultan